# Shahrestān di Narmashir
Lo shahrestān di Narmashir (farsi شهرستان نرماشیر) è uno dei 23 shahrestān della provincia di Kerman, il capoluogo è Narmashir. Lo shahrestān è suddiviso in due circoscrizioni (bakhsh): 
- Centrale (بخش مرکزی)
- Rud Ab (بخش روداب)